# رحم بی رحم (آلبوم)
«رحم بی رحم» (به انگلیسی: Show No Mercy) آلبومی از گروه موسیقی ترش متال اسلیر است که در سال ۱۹۸۳ میلادی منتشر شد.